# Малеас, Константинос
Константи́нос Мале́ас (греч. Κωνσταντίνος Μαλέας; 1879, Константинополь — 1928, Афины) — один из самых значительных греческих художников-постимпрессионистов начала XX века. Вместе с Константином Партенисом считается «отцом современного искусства в Греции».

## Биография

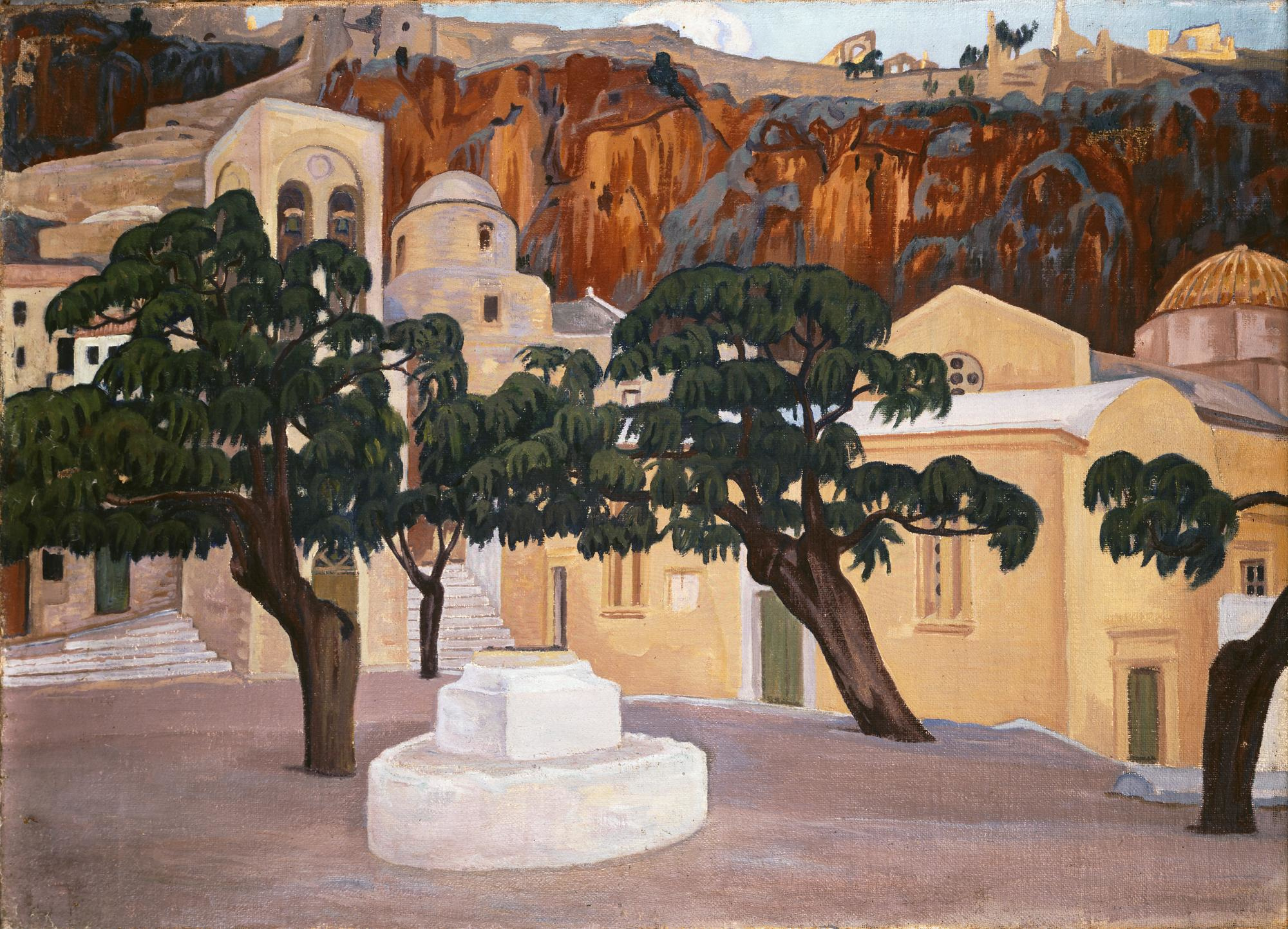
Монемвасия. Национальная художественная галерея

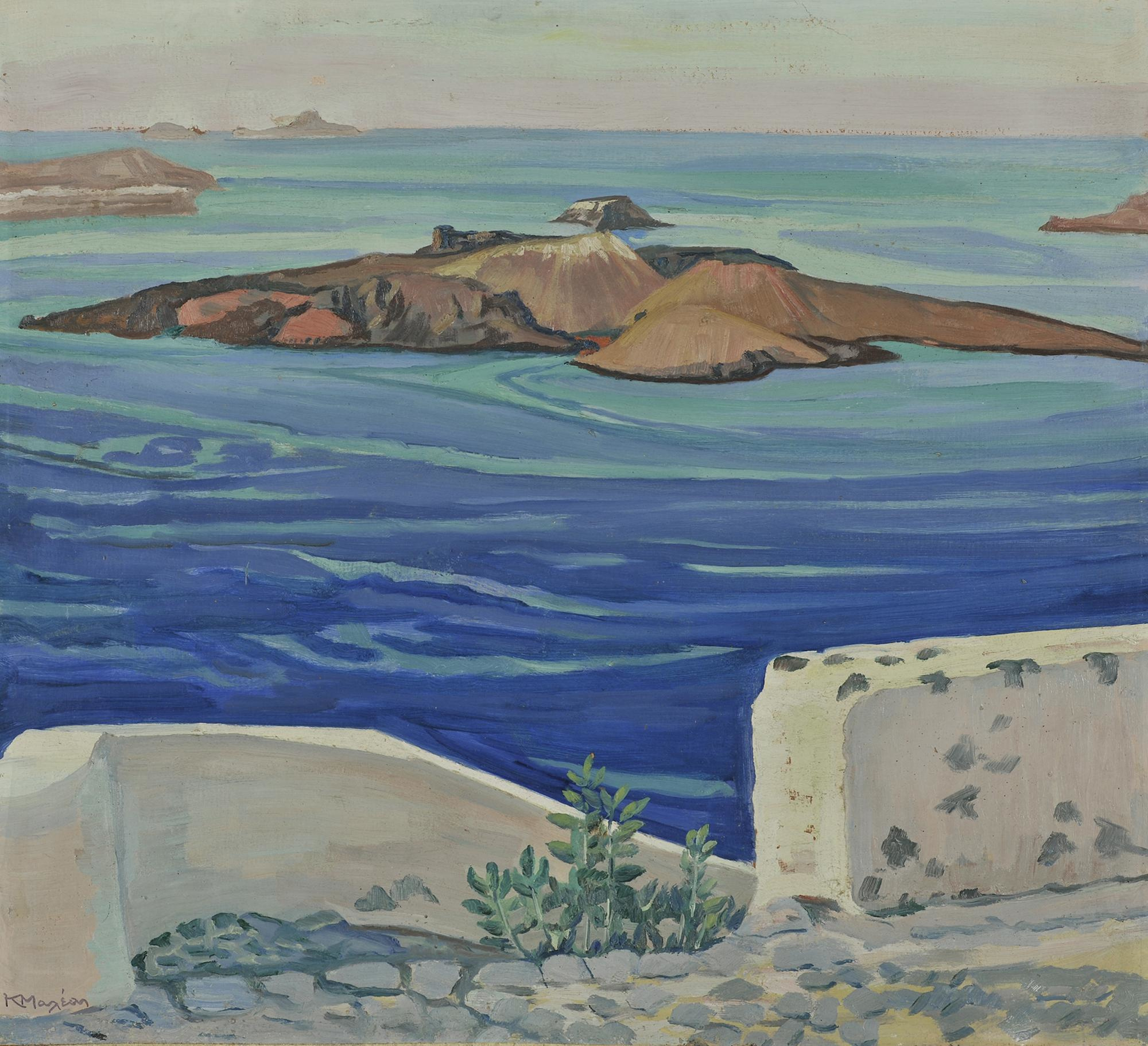
Камени (1918). Национальная художественная галерея

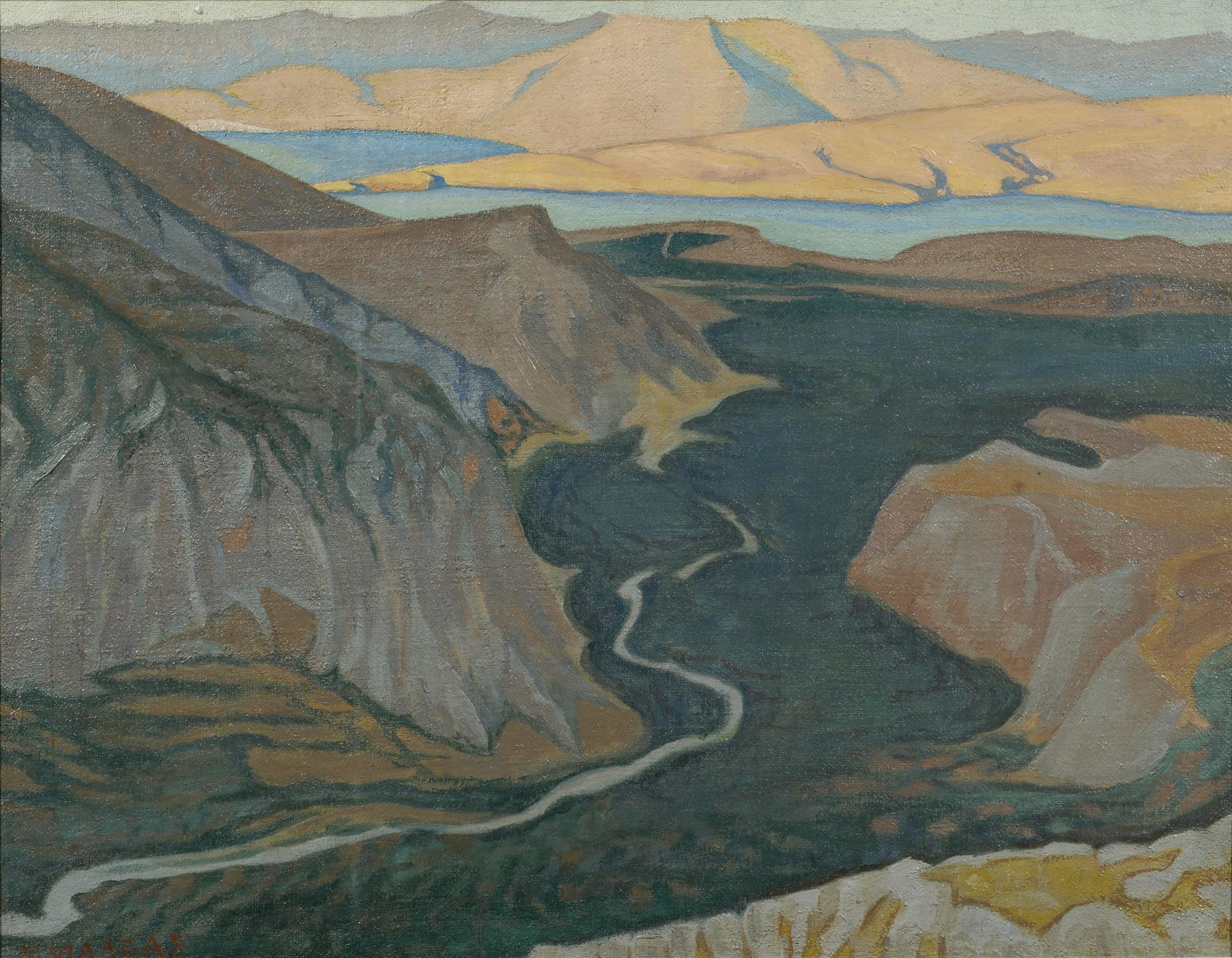
Дельфы

Константинос Малеас родился и вырос в Константинополе, вдали от художественной атмосферы греческой столицы. Таким образом, молодой художник не познал академические направления, которые навязала в Афинах Мюнхенская школа греческой живописи. Малеас закончил в Константинополе греческую «Великую школу нации». В 1901 году, в возрасте 23 лет, и сразу по завершении учёбы в «Школе», он уехал в Париж, где первоначально учился архитектуре. В Париже Малеас оставался до 1908 года и впоследствии учился живописи у Анри Мартена (1860—1943).
Ещё во время своей учёбы, в 1904 году, Малеас выставил свои работы на групповой выставке в Константинополе. По завершении учёбы в Париже вернулся в Константинополь.
В 1908 году Малеас совершил поездку в Сирию и Палестину, в 1909 году в Египет и в 1910 году в Ливан. В ходе своих поездок Малеас непрерывно писал пейзажи и посылал заметки в греческую прессу Константинополя.
Малеас вернулся в Константинополь. В 1912 году начались Балканские войны. По окончании войн, в 1913 году, Малеас женился на своей землячке, Ефросинье Дзорбадзоглу. В том же году чета обосновалась в столице Македонии, городе Фессалоники, почти сразу после освобождения города греческой армией в октябре 1912 года.
В Салоникском пожаре 1917 года погибло много работ художника.
В 1917 году чета переехала в Афины. В 1917 году Малеас стал членом «Группы Искусства», которая внесла в Грецию современную западно-европейскую живопись.
В 1918 году Малеас возглавил Музей прикладного искусства и стал членом художественного совета Национальной галереи Греции.
В 1920 году он посетил Спарту, Мистра, Олимпию и остров Наксос.
В 1921 году посетил раскопки в Фермоне, Этолия, сопровождая археолога Константина Ромеоса.
В период 1921—1923 гг. жил и работал на островах Хиос и Лесбос.

## Журналистика
Малеас принял участие в общественных диспутах той эпохи, поддерживая реформы, инициированные политическими сторонниками Венизелоса. Он писал статьи в журнале Нумас, в газете «Свободная трибуна» (греч. Ελεύθερο Βήμα) и в художественных журналах. Был дружен с реформаторами греческого образования Глиносом, Делмузосом и Триандафиллидисом и иллюстрировал первую азбуку, написанную на современном разговорном языке, так называемую Азбуку с солнцем.
Его деятельность получила признание. В 1923 году Малеас был награждён Отличием Наук и Искусств (греч. Αριστείο Γραμμάτων και Τεχνών).
За год до своей смерти он посетил Париж и Мюнхен, откуда посылал заметки по вопросам изобразительного искусства.
Малеас умер в 1928 году.

## Работы

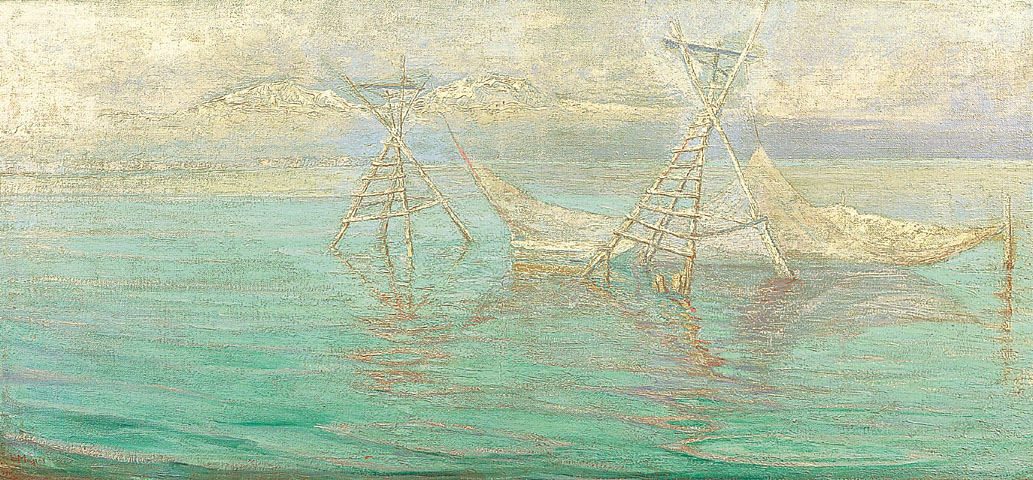
Сети. Парламент Греции

На живопись Малеаса оказали влияние три художника-постимпрессиониста — Сезанн, Гоген и Ван Гог, символисты и фовисты. Его картины отличаются очень яркими («ослепительными») цветами и широкими мазками, они стали революцией в стоячих водах академической афинской живописи той эпохи.
Консервативные критики его эпохи именовали его работы «самыми своеобразными цветом и рисунком». Только Фотос Политис сразу оценил значение работ Малеаса и советовал молодым художникам «оставить на миг своих учителей и спешно обратиться к художнику, чтобы получить у него уроки».
Его смерть, в возрасте 49 лет, прервала его работы, которые, как пишет критик А. Куцупиас, сегодня остаются актуальными, «как фундамент и точка отсчёта в решительном повороте греческой живописи к современному искусству».
После смерти художника в 1936 году его работы были выставлены на Венецианской Биеннале.